# Салча (Олт)
Салча (рум. Salcia) — село у повіті Олт в Румунії. Входить до складу комуни Слетіоара.
Село розташоване на відстані 141 км на захід від Бухареста, 3 км на захід від Слатіни, 41 км на схід від Крайови.

## Населення
За даними перепису населення 2002 року у селі проживали 364 особи, усі — румуни. Усі жителі села рідною мовою назвали румунську.